# رامون هرنانديز (لاعب كرة قاعدة)
رامون هرنانديز (بالإسبانية: Ramón Hernández) هو لاعب كرة قاعدة فنزويلي، ولد في 20 مايو 1976 في كاراكاس في فنزويلا.

## وصلات خارجية
- رامون هرنانديز على موقع دوري كرة القاعدة الرئيسي (الإنجليزية)
- رامون هرنانديز على موقعبيزبول رفرنس.كوم (الدوري الرئيسي) (الإنجليزية)
- رامون هرنانديز على موقعبيزبول رفرنس.كوم (الدوري الثانوي) (الإنجليزية)
- رامون هرنانديز على موقع إي إس بي إن.كوم (أم.أل.بي) (الإنجليزية)
- رامون هرنانديز على موقع مشجعي الرسوم البيانية (الإنجليزية)